# Biancane

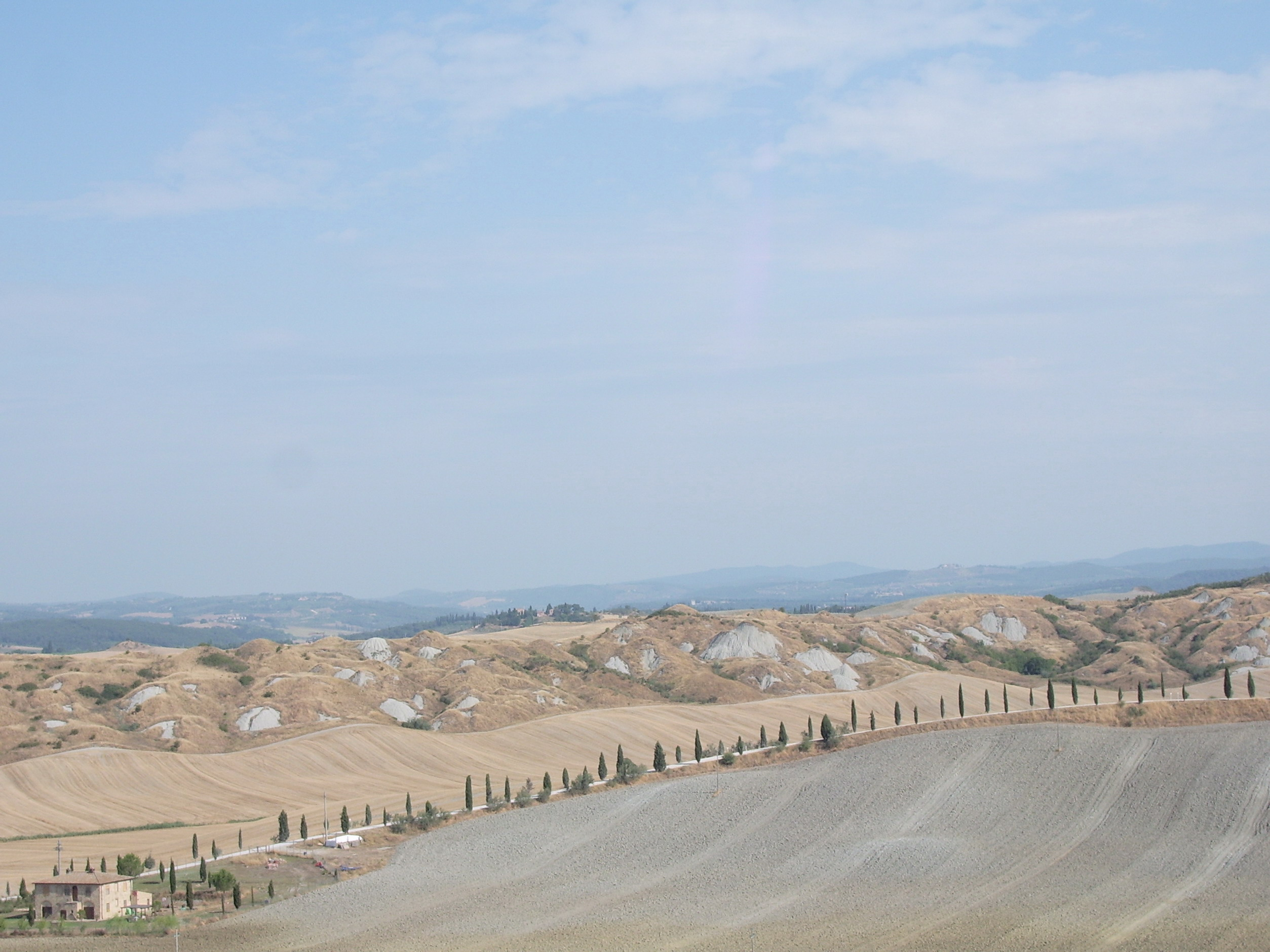
Gruppi di biancane nel Deserto di Accona presso Asciano (SI)

Le biancane sono rilievi a forma di cupola dal caratteristico colore chiaro, di modesta altezza fino ad un massimo di una decina di metri. Possono presentarsi isolate o in raggruppamenti di estensione variabile e sono tipiche ed esclusive di terreni argillosi misti a sabbia di neogenesi.
Il loro colore bianco è dovuto alla presenza superficiale di sali, soprattutto solfato di sodio, che vengono sciolti, in caso di precipitazione atmosferica, dall'acqua piovana che penetra nel sedimento; la successiva insolazione fa risalire in superficie le soluzioni saline che poi tendono a precipitare nuovamente con l'evaporazione. Prolungati periodi siccitosi con intenso soleggiamento causano sui fianchi delle biancane, in modo più accentuato su quelli maggiormente esposti ai raggi del sole, le tipiche fessurazioni poligonali a rete da essiccamento.
La concentrazione salina risulta molto abbondante sul lato meridionale delle biancane per l'esposizione diretta alla luce solare; inoltre, i sali sono corresponsabili assieme al clima semiarido e siccitoso della quasi totale assenza di copertura vegetale, rendendo scarsa sia la vegetazione arborea che la possibilità di introdurre colture come la vite e l'ulivo.
In Italia, le biancane sono molto diffuse nell'area delle Crete senesi, soprattutto nel Deserto di Accona, e in misura minore in Val d'Orcia; in Umbria si ritrovano alcuni raggruppamenti a nord di Orvieto fino al confine toscano. Altri raggruppamenti minori si estendono in alcune zone della Basilicata e della Calabria.
Rilievi simili come origine alle biancane si ritrovano anche in America, nelle regioni denominate badlands.